# Jason Pryor
Jason Pryor (Cleveland, 26 settembre 1987) è uno schermidore statunitense, che ha rappresentato gli Stati Uniti ai Giochi olimpici di Rio de Janeiro 2016 nella spada individuale.

## Palmarès
- Giochi panamericani

Toronto 2015: bronzo nella spada individuale
Toronto 2015: argento nella spada a squadre